# José David Toro Ruilova
José David Toro Ruilova (Sucre, 24 giugno 1898 – Santiago del Cile, 25 luglio 1977) è stato un militare e politico boliviano.
Fu presidente de facto della Bolivia dal 22 maggio 1936 al 13 luglio 1937.

## Biografia
Studiò al Collegio Militare dell'esercito, dove si diplomò con il grado di sottotenente. Durante la guerra del Chaco fu promosso colonnello entrando a far parte così dello stato maggiore. Nel 1934 prese parte al colpo di stato che rovesciò il presidente Daniel Salamanca Urey.

### La presidenza Toro
A capo di una giunta civico-militare sostenuta dagli ufficiali più giovani dell'esercito che chiedevano cambiamenti nel Paese. Toro iniziò a strutturare una nuova costituzione, che doveva contenere i principi del costituzionalismo sociale per il Paese. Creò il Ministero del Lavoro e della Previdenza Sociale, istituì la giornata lavorativa di otto ore e rese obbligatoria l'iscrizione ai sindacati. Fondò inoltre la Banca mineraria per sostenere, attraverso i crediti, la principale risorsa economica del paese.
Per affrontare la disastrosa situazione economica lasciata dalla guerra contro il Paraguay, aggravata recessione mondiale post crisi del 1929, istituì il Ministero delle Miniere e del Petrolio e inoltre nazionalizzò tutti i beni e le concessioni che erano stati concessi alla compagnia petrolifera statunitense Standard Oil. Questa nazionalizzazione avvenne attraverso la Risoluzione Suprema da lui stessa emanata il 21 dicembre 1936. Su suggerimento dell'ingegnere argentino Enrique Mosconi  fondò la compagnia petrolifera nazionale Yacimientos Petrolíferos Fiscales Bolivianos, che divenne il nuovo organismo per l'esplorazione e lo sfruttamento degli idrocarburi su tutto il territorio nazionale.

### La caduta
Nonostante le riforme intraprese il governo di Toro giunse presto al capolinea. Una serie di fattori, come lo spiccato autoritarismo del presidente, la mancanza di rapidi risultati in campo economico, l'acuta insoddisfazione tra la popolazione indigena, storicamente posta ai margini della vita politica e sociale boliviana, il malcontento tra le oligarchie nazionali, danneggiate economicamente dalle sue riforme sociali e l'ostilità della Standard Oil agevolarono alla sua caduta. Il suo compagno d'armi, Germán Busch Becerra, attraverso un movimento politico sostenuto da alcuni ufficiali militari e parte della società civile, costrinse Toro a dimettersi e autoproclamandosi "presidente provvisorio".
Toro tentò a sua volta di destituire Busch un anno dopo con un golpe che fallì e lo costrinse all'esilio in Cile, dove morì nel 1977, all'età di 79 anni.